# Bandiera del Lesotho
L'attuale bandiera del Lesotho è stata adottata il 4 ottobre 2006.
Il tricolore a bande orizzontali rappresenta, con il colore azzurro, la pioggia, con il bianco la pace e con il verde la prosperità. Al centro della bandiera è raffigurato, in nero, il Mokorotlo, tipico cappello della popolazione locale, i Basutho, il cui artigianato è famoso per la realizzazione di copricapi in paglia.

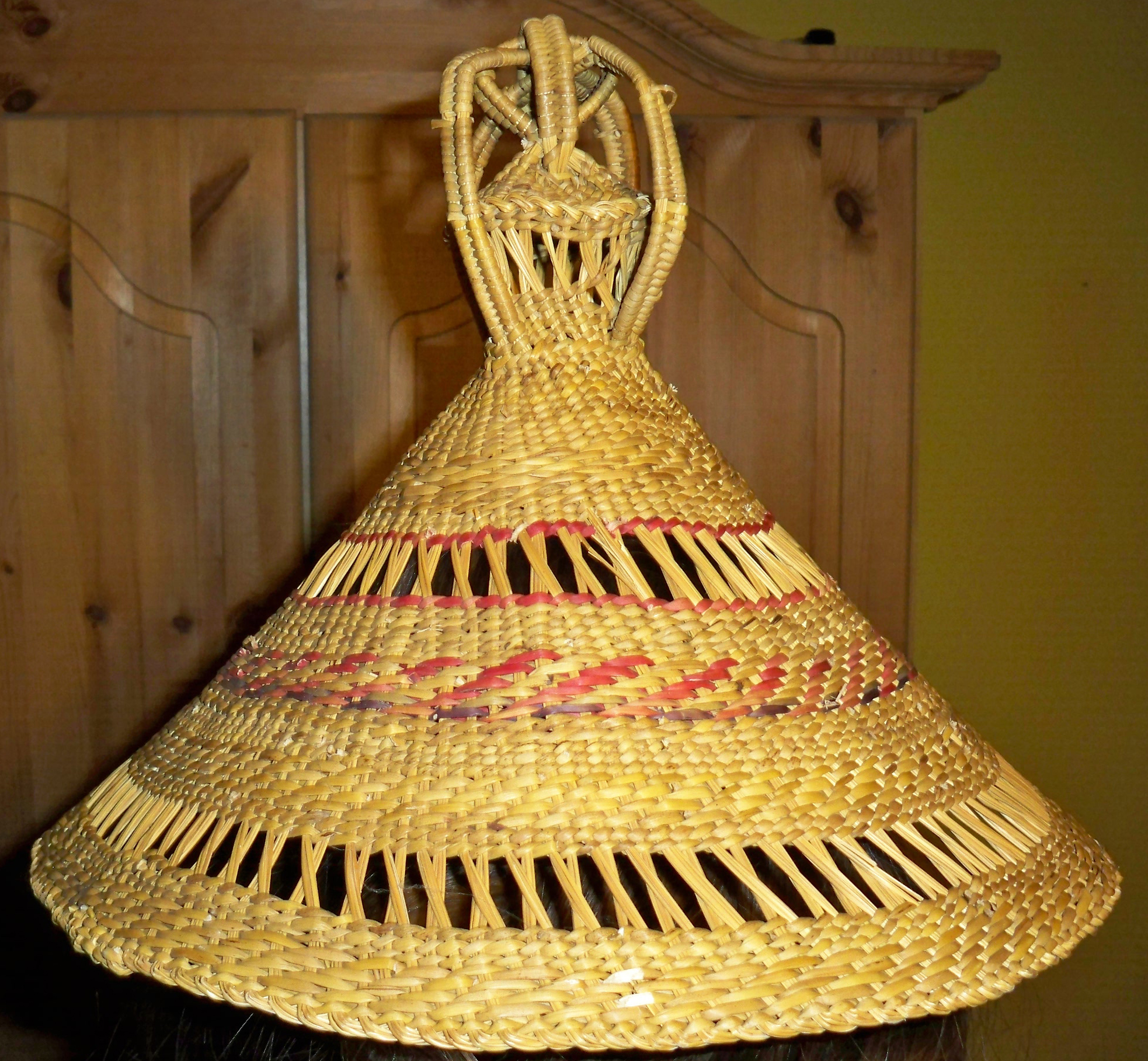
Il tradizionale copricapo detto Mokorotlo

## Storia
Durante il lungo periodo di Protettorato britannico sul Basutoland (nome inglese derivato da quello dell'etnia locale), che ha origine alla metà dell'Ottocento, l'unica bandiera che sventolava nel Paese era l'Union Jack, per affermare la protezione britannica dagli attacchi dei popoli vicini, prima gli Zulu e poi i Boeri. Raggiunta la piena indipendenza nel 1966, il Regno del Lesotho adottò la sua prima bandiera che aveva due bande verticali all'asta verde e rossa, in campo azzurro, con il disegno del cappello basuto bianco al centro. I colori derivavano dal vessillo del Partito nazionale, pro-sudafricano, che era appena salito al potere. Lo scontro tra le opposte fazioni favorevoli o contrarie all'influenza sudafricana portò al colpo di Stato militare del 1986 che rovesciò il Governo di Leabua Jonathan e l'anno successivo modificò anche la bandiera. Su disegno dell'araldista sudafricano Brownell, si stabilì un campo bicolore bianco-verde tagliato in diagonale da una fascia azzurra, con al cantone lo stemma nazionale in oro, raffigurante principalmente un tradizionale scudo da guerra lesotho. In occasione del quarantesimo anniversario dell'indipendenza nazionale è stata adottata dal Re Letsie III l'attuale bandiera che ripropone i colori del Partito di Leabua Jonathan e il precedente cappello locale.

## Bandiere storiche

Bandiera del Regno Unito, utilizzata nel Basutoland (1822-1966)
Bandiera utilizzata in maniera non ufficiale nel Basutoland (1951-1966)
Bandiera del Lesotho (1966-1987)
Bandiera del Lesotho (1987-2006)

### Stendardi reali

Stendardo reale del Lesotho (1966-1987)
Stendardo reale del Lesotho (1987-2006)
Attuale stendardo reale del Lesotho (2006-in uso)